# Lisa Mayer
Lisa Mayer, née le 2 mai 1996 à Giessen, est une athlète allemande, spécialiste des épreuves de sprint.

## Biographie
En 2013, elle participe aux championnats du monde jeunesse 2013 et atteint la 7e place dans le 100 mètres. Lors des championnats du monde juniors 2014 , elle remporte avec l'Allemagne la médaille de bronze du relais 4 × 100 mètres. En 2015, elle termine deuxième du 100 m des championnats d'Europe juniors.
En 2016, l'Allemande établit un record personnel sur 100 m le 7 mai en 11 s 25. Lors des Championnats d'Europe d'Amsterdam, elle termine 8e du 200 m et décroche par ailleurs le bronze avec le relais 4 x 100 m, en 42 s 47, derrière les Pays-Bas (42 s 04) et le Royaume-Uni (42 s 45). Toujours sur 4 x 100 m, elle se classe quatrième des Jeux olympiques de 2016.
Le 18 février 2017, Mayer remporte la médaille de bronze des Championnats d'Allemagne sur 60 m en 7 s 18, battue par Gina Lückenkemper (7 s 14) et Rebekka Haase (7 s 16). Le 27 mai, à Weinheim, l'Allemande bat son record en 22 s 64. Le 27 août, elle remporte le 100 m de l'ISTAF Berlin en 11 s 14, record personnel.
En début de saison hivernale 2018, Lisa Mayer bat son record personnel par deux fois en réalisant 7 s 17, à Dortmund puis Berlin. Le 3 février, à Karlsruhe, elle termine 3e de la finale du meeting en 7 s 12, nouveau record personnel.
Le 21 août 2022, sur le relais 4 × 100 m des championnats d'Europe à Munich, elle conquiert avec ses compatriotes Alexandra Burghardt, Gina Lückenkemper et Rebekka Haase le titre européen en 42 s 36.

## Palmarès
| Date | Compétition                    | Lieu           | Résultat | Épreuve   | Temps   |
| ---- | ------------------------------ | -------------- | -------- | --------- | ------- |
| 2013 | Championnats du monde cadets   | Donetsk        | 7e       | 200 m     | 24 s 12 |
| 2014 | Championnats du monde juniors  | Eugene         | 3e       | 4 × 100 m | 44 s 65 |
| 2015 | Championnats d'Europe juniors  | Eskilstuna     | 2e       | 100 m     | 11 s 64 |
| 2016 | Championnats d'Europe          | Amsterdam      | 8e       | 200 m     | 23 s 10 |
| 2016 | Championnats d'Europe          | Amsterdam      | 3e       | 4 × 100 m | 42 s 48 |
| 2016 | Jeux olympiques                | Rio de Janeiro | 4e       | 4 × 100 m | 42 s 10 |
| 2017 | Championnats d'Europe en salle | Belgrade       | 4e       | 60 m      | 7 s 19  |
| 2017 | Relais mondiaux de l'IAAF      | Nassau         | 1re      | 4 x 100 m | 42 s 84 |
| 2017 | Championnats du monde          | Londres        | 4e       | 4 x 100 m | 42 s 36 |
| 2019 | Relais mondiaux de l'IAAF      | Yokohama       | 3e       | 4 x 200 m | séries  |
| 2022 | Championnats d'Europe          | Munich         | 1re      | 4 x 100 m | 42 s 34 |
| 2024 | Jeux olympiques                | Paris          | 3e       | 4 x 100 m | 41 s 97 |

## Records
| Épreuve | Temps   | Lieu      | Date           |
| ------- | ------- | --------- | -------------- |
| 60 m    | 7 s 12  | Karlsruhe | 3 février 2018 |
| 100 m   | 11 s 12 | Mannheim  | 15 mai 2021    |
| 200 m   | 22 s 64 | Weinheim  | 27 mai 2017    |